# 14491 Hitachiomiya
14491 Hitachiomiya è un asteroide della fascia principale. Scoperto nel 1994, presenta un'orbita caratterizzata da un semiasse maggiore pari a 2,6731785 UA e da un'eccentricità di 0,3585320, inclinata di 5,65281° rispetto all'eclittica.